# Черск (Волынская область)
Черск (укр. Черськ) — село в Маневичской поселковой общине Камень-Каширского района Волынской области Украины.
До 2020 года входило в Маневичский район.
Код КОАТУУ — 0723687304. Население по переписи 2001 года составляет 543 человека. Почтовый индекс — 44623. Телефонный код — 3376. Занимает площадь 102 км².